# Stenorhynchus seticornis
Stenorhynchus seticornis är en kräftdjursart som först beskrevs av J. F. W. Herbst 1788.  Stenorhynchus seticornis ingår i släktet Stenorhynchus och familjen Inachidae. Inga underarter finns listade i Catalogue of Life.

## Bildgalleri

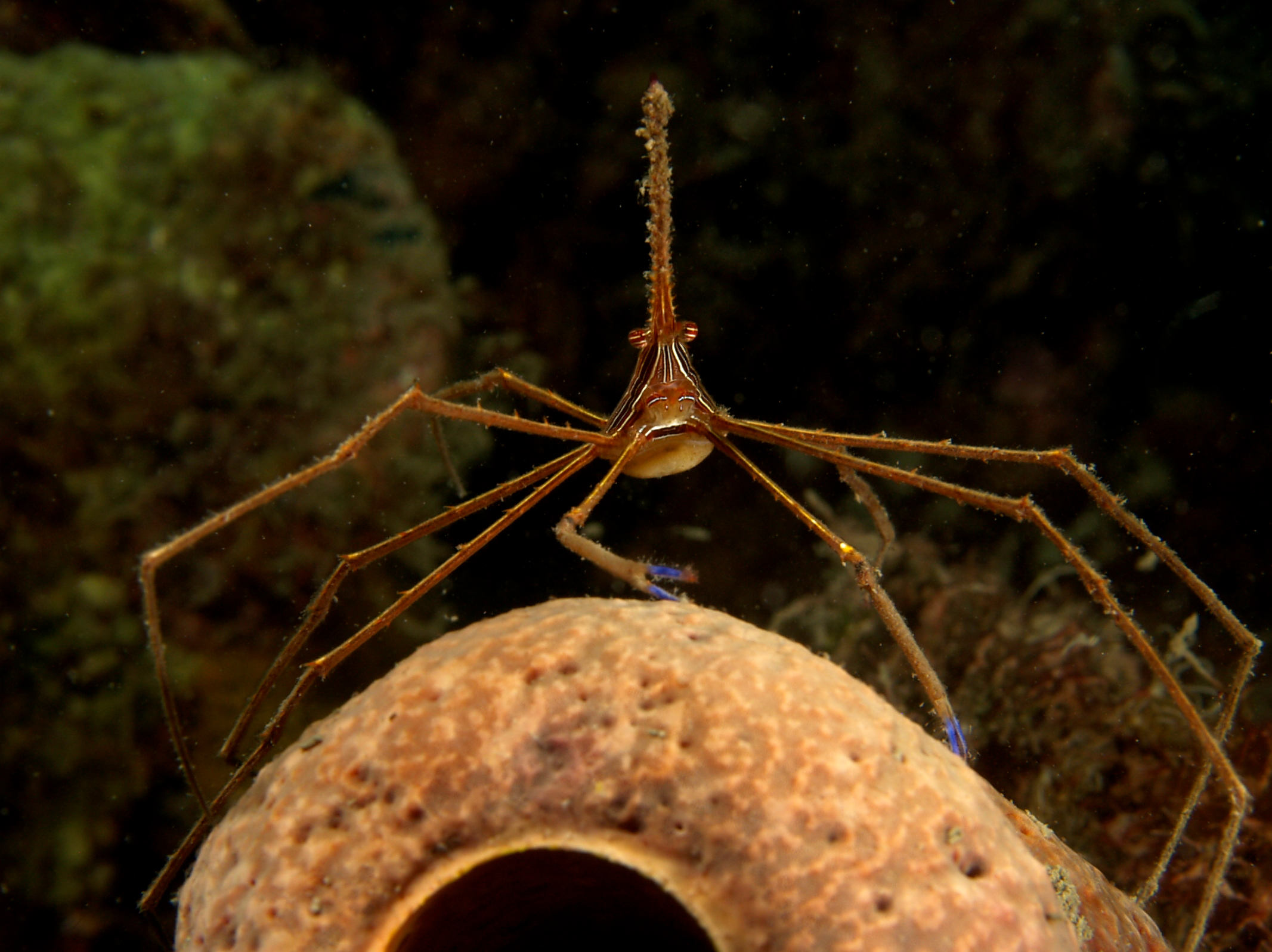